# توشيو هاياشي (عالم)
توشيو هاياشي (باليابانية: 林俊雄) (و. 1949 – م) هو مؤرخ، وعالم آثار، من اليابان، ولد في طوكيو.

## مناصب وهيئات
أدار جامعة سوكا.